# Moovijob
Moovijob est un site d'emplois généraliste luxembourgeois et un organisateur d'évènements de recrutement au Luxembourg et en France. 

## Historique
Les premiers salons de recrutement, appelés Moovijob Tour (renommé plus tard en Moovijob Day), sont organisés en 2008 à Metz, Nancy, Strasbourg et Luxembourg. Le site web est mis en ligne le 25 juin avec 500 offres d'emploi proposées sur le Luxembourg, la Grande Région et les pays frontaliers.
En 2010, Moovijob.com lance Plug&Work (renommé plus tard en Moovijob Night), des soirées de networking et de recrutements dans « un cadre prestigieux et dans une ambiance conviviale ». En 2014, l'entreprise noue un partenariat avec l'Université de Luxembourg et organise le salon de recrutement Unicareers, destiné aux jeunes diplômes cherchant un travail. Cet évènement est renouvelé chaque année. 150 entreprises luxembourgeoises participent à la 9ᵉ édition.
Au début d'année 2020, le jobboard référence environ 2000 offres d'emploi pour le Luxembourg. La crise sanitaire liée au COVID oblige à la réorganisation des évènements de recrutement qui sont temporairement transformés en évènements virtuels. Le salon emploi le plus populaire, le Moovijob Day Luxembourg, rassemble 30 000 candidats.
Le site affiche plus de 5000 annonces au Luxembourg.

## Identité visuelle

Évolution du logo
Logo en 2008.
Logo en 2016.
Logo en 2020.